# Manuel Gama
Manuel Gama (* 30. Mai 1980) ist ein portugiesischer Poolbillardspieler.

## Karriere
Gama wurde 2001 Portugiesischer Junioren-Meister. 2005 wurde er Portugiesischer Meister der Herren.
2007 erreichte er bei der Predator-10-Ball-Weltmeisterschaft den fünften Platz.
2010 verlor Gama im 8-Ball-Viertelfinale der EM gegen David Alcaide.
Bei der EM 2011 erreichte er im 10-Ball das Halbfinale, das er jedoch gegen den späteren Europameister Stephan Cohen mit 3:8 verlor. Bereits im Februar 2011 gelang es ihm bei der 8-Ball-WM das Sechzehntelfinale zu erreichen. Bei der 9-Ball-WM schied er hingegen bereits in der Vorrunde aus.
Im gleichen Jahr erreichte er außerdem bei den French Open zum bisher einzigen Mal ein Euro-Tour-Viertelfinale. Er verlor dieses jedoch gegen Niels Feijen mit 3:9.
Beim 9-Ball-Wettbewerb der EM 2012 verlor Gama im Viertelfinale gegen den späteren Europameister Francisco Díaz-Pizarro mit 8:9.
Bei den 9-Ball-Weltmeisterschaften 2012 und 2013 schied er jeweils in der Runde der Letzten 64 aus.
Gemeinsam mit Guilherme Sousa bildete Gama 2013 und 2014 das portugiesische Doppel beim World Cup of Pool. Dabei schieden sie jeweils in der ersten Runde aus, 2013 gegen England B, 2014 gegen die späteren Halbfinalisten Albin Ouschan und Mario He aus Österreich.